# Alfred Morris (Footballspieler)
Alfred Bruce Morris (* 12. Dezember 1988 in Pensacola, Florida) ist ein ehemaliger US-amerikanischer American-Football-Spieler auf der Position des Runningbacks, der zuletzt für die New York Giants in der National Football League (NFL) spielte. Er wurde von den Washington Redskins in der sechsten Runde des NFL Drafts 2012 ausgewählt und spielte zuvor College Football für die Florida Atlantic University.

## Highschool
Morris besuchte die Pine Forest Highschool in Pensacola, wo er Football, Basketball und Leichtathletik ausübte. Im Football spielte er sowohl in der Offense als auch in der Defense. Er lief 1.049 Yards für 17 Touchdowns. In der Defense setzte er 147 Tackles und fing fünf Interceptions. Er wurde zum North West Florida MVP, ins First-Team All-State (fiktive Auswahlmannschaft des Staates) und mehrmals zum MVP eines Spiels gewählt. Auch in der Leichtathletik war er äußerst erfolgreich.

## College
In der Saison 2009 an der Florida Atlantic University erlief er mit 236 Läufen 1.392 Yards und elf Touchdowns. In seiner nächsten Saison gelangen ihm in 227 Laufversuchen 928 Yards Raumgewinn und sieben Touchdowns. Dies macht einen durchschnittlichen Raumgewinn von 4,1 Yards pro Lauf.

## NFL

### Washington Redskins
Am 6. Mai 2012 unterschrieb Morris einen Vierjahresvertrag bei den Washington Redskins. Morris beendete seine erste Saison bei den Redskins mit 1613 erlaufenen Yards und 13 Touchdowns. Er wurde der vierte Spieler in der NFL-Geschichte, der in seiner Rookie-Saison über 1600 Yards erlaufen konnte. In der Saison 2013 erlief er 1275 Yards und in der Saison 2014 1074 Yards. Morris war somit erst der vierte Runningback in der Geschichte der Redskins, dem es gelang in drei aufeinanderfolgenden Saisons über 1000 Yards zu erlaufen.

### Dallas Cowboys
Nachdem sein Vertrag bei den Redskins ausgelaufen war, unterschrieb er am 22. März 2016 bei den Dallas Cowboys einen Zweijahresvertrag.

### San Francisco 49ers
Am 14. August 2018 unterschrieb er einen neuen Vertrag bei den San Francisco 49ers, wo er nach der Verletzung von Jerick McKinnon zeitweise zum Starting Runningback avancierte.

### Dallas Cowboys
Nach dem einjährigen Intermezzo bei den 49ers kehrte Morris während des Trainingsstreiks von Ezekiel Elliott am 29. Juli 2019 zurück zu den Dallas Cowboys, um mit seiner Erfahrung das Backfield der Cowboys zu verstärken. Allerdings wurde er vor dem ersten Spieltag wieder entlassen.

### Arizona Cardinals
Im Oktober 2019 schloss Morris sich den Arizona Cardinals an. Bei den Cardinals stand er nur bei drei Snaps auf dem Feld und absolvierte einen Lauf für vier Yards, bevor er nach zwei Spieltagen wieder entlassen wurde.

### New York Giants
In der Saison 2020 nahmen die New York Giants Morris in ihren Practice Squad auf und beförderten ihn nach dem verletzungsbedingten Ausfall von Devonta Freeman in den aktiven Kader.

### Rushing-Statistik
| Jahr   | Team   | Att   | Yards | Avg | Lng | TD | Fmb | Fmb lst |
| ------ | ------ | ----- | ----- | --- | --- | -- | --- | ------- |
| 2012   | WAS    | 335   | 1.613 | 4,8 | 39T | 13 | 4   | 3       |
| 2013   | WAS    | 276   | 1.275 | 4,6 | 45T | 7  | 5   | 4       |
| 2014   | WAS    | 265   | 1.074 | 4,1 | 30  | 8  | 2   | 0       |
| 2015   | WAS    | 202   | 751   | 3,7 | 48  | 1  | 0   | 0       |
| 2016   | DAL    | 69    | 243   | 3,5 | 17  | 2  | 0   | 0       |
| 2017   | DAL    | 115   | 547   | 4,8 | 70  | 1  | 0   | 0       |
| 2018   | SF     | 111   | 428   | 3,9 | 51  | 2  | 2   | 1       |
| 2019   | ARI    | 1     | 4     | 4,0 | 4   | 0  | 0   | 0       |
| 2020   | NYG    | 55    | 238   | 4,3 | 20  | 1  | 0   | 0       |
| Gesamt | Gesamt | 1.429 | 6.173 | 4,3 | 70  | 35 | 13  | 8       |

Quelle: nfl.com

## Privatleben
Alfred ist der Sohn von Ronald und Yvonne Morris und hat sechs Brüder. Einer seiner Brüder, Shawn Morris, spielte von 2009 bis 2012 College Football für das Birmingham–Southern College.